# Штайгра
Штайгра (нем. Steigra) — община в Германии, в земле Саксония-Анхальт. 
Входит в состав района Зале. Подчиняется управлению Вайда-Ланд.  Население составляет 1290 человек (на 31 декабря 2010 года). Занимает площадь 16,07 км².
Коммуна подразделяется на 2 сельских округа.